# Leatherwolf
Leatherwolf è un gruppo heavy metal formato tra la contea di Orange e Los Angeles, California, nei primi anni ottanta da Mike Olivieri (voce e chitarra), Geoff Gayer chitarra e Carey Howe chitarra.

## Storia
I Leatherwolf vennero fondati nel 1981 a Los Angeles, e dopo aver firmato con la major label supportarono importanti gruppi della scena come Poison, Mötley Crüe, W.A.S.P. e Great White. Il gruppo otterrà maggior pubblicità il 28 maggio 1982 quando suonarono al fianco dei Metallica al Concert Factory di Los Angeles.
L'esordio discografico del gruppo venne sancito con la pubblicazione nel 1984 di un EP di 4 tracce intitolato Leatherwolf per la Tropical Records (un'affiliata della Enigma). Il disco verrà ristampato l'anno successivo (Leatherwolf), questa volta come full-length da 9 tracce. Nel Regno Unito il disco verrà rinominato Endangered Species, e pubblicato dalla Heavy Metal Records.
Nel 1986 il bassista Matt Hurich entrò nella formazione degli Stryper a sostituzione di Tim Gaines, che si era ritirato dalle sessioni del loro disco To Hell with the Devil. Hurich durerà quattro mesi, fino al ritorno di Tim Gaines, e tornerà nei Leatherwolf. Durante questo periodo il gruppo riesce ad ottenere un contratto con la Island Records. Nel 1987 il gruppo pubblica un secondo disco omonimo Leatherwolf, prodotto da Kevin Beamish (Saxon, Hurricane, Y&T, Jefferson Starship, REO Speedwagon), con l'entrata del nuovo bassista Paul Carmen, ex membro dei Black Sheep. Da questo disco la band mostra un cambio di sonorità orientato sull'hair metal e melodic metal, stile molto in voga nella Los Angeles degli anni ottanta.
Nel 1989 il gruppo passa alla pubblicazione del terzo album Street Ready, prodotto nuovamente da Beamish, che venne registrato ai Compass Point Studios di Nassau, Bahamas e mixato da Michael Wagener. La pubblicazione nel Regno Unito coincise con il tour di supporto ai giapponesi Vow Wow nel marzo 1989. Il gruppo aprì anche un concerto per i Zed Yago in Germania. La label bocciò la band, che si ritrovò abbandonata. Senza riuscire a trovare nuove etichette interessate, il gruppo si sciolse nello stesso anno. Nel 1992 i membri della band fondarono un gruppo AOR chiamato Hail Mary.
Nel 1998 la band tornò a far parlare di sé con la pubblicazione del EP Live, pubblicato però solo in Grecia come allegato al giornale Metal Invader Magazine. L'anno successivo il gruppo pubblica il live album Wide Open per la Perris Records. Il disco conteneva le due tracce inedite "Tools of Discipline" e "Break on Through" (che pare essere la reinterpretazione dei Doors). Questo venne registrato nel 1999 in un club di Huntington Beach, contea di Orange, California. Il cantante Olivieri abbandonò la formazione nell'agosto 2000.
I Leatherwolf annunciarono l'entrata del nuovo frontman Chris Adams nel marzo 2002. Dal marzo 2004 subentrò nel ruolo di cantante, il frontman dei Racer X Jeff Martin, musicista che aveva collaborato come batterista con band come UFO, M.S.G., George Lynch e Badlands, mentre come cantante era stato membro dei Racer X. Il gruppo incise una nuova demo contenente i brani "Disconnect", "Behind The Gun" e "Burned", messi a disposizione in internet in agosto. Una volta che Martin decise di abbandonare la formazione, i Leatherwolf annunciarono la ricerca di una nuova voce in dicembre, ma non trovarono un sostituto fino al luglio 2005, quando venne assoldato Wade Black (ex Crimson Glory, Seven Witches). In ottobre il gruppo entra in studio con l'ex chitarrista dei Warrior Joe Floyd alla produzione. Eric Halpern degli Helstar contribuì ad un assolo di chitarra, mentre l'ex cantante Michael Olivieri aggiunse i cori e qualche parte di chitarra. Il disco, dal titolo di World Asylum verrà pubblicato il 23 giugno 2006 per la Massacre Records.
Poco dopo il gruppo suonò in alcuni show a Los Angeles, con l'ex bassista degli Hail Mary e Shotgun Messiah Pat Guyton, mentre Paul Carmen tornò nella band in occasione di alcuni festival in Germania. Guyton partecipò inoltre alla composizione della traccia Tools Of Discipline, inserita come bonus track solo nella versione giapponese di World Asylum. Michael Olivieri annunciò il suo ritorno nella formazione nel 2007. Il primo lavoro della riunione fu la ri-registrazione del brano Behind The Gun, realizzato online in luglio. Verrà poi registrato nuovamente tutto l'ultimo disco che verrà reintitolato New World Aslyum, con Michael Olivieri alla voce e Carey Howe come chitarrista addizionale. Allo stesso tempo la Dynamo Productions pubblicò World Asylum per il mercato americano. I Leatherwolf annunciarono nuove date europee in novembre, che toccarono Grecia, in Germania al "Keep It True IX festival" di Dittigheim, nei Paesi Bassi, Belgio, Italia e Svizzera.

## Formazione

### Formazione attuale
- Michael Olivieri - voce, chitarra (1981-2004, 2007-presente)
- Rob Math - chitarra (2011-presente)
- Luke Man - chitarra (2017-presente)
- Patrick Guyton - basso, voce secondaria (2008-2009, 2011-presente)
- Dean Roberts - batteria (1981-1990, 1999-presente)

### Ex componenti
- Chris Adams - voce, chitarra (2000-2002)
- Jeff Martin - voce, chitarra (2004-2006)
- Wade Black - voce (2006-2007)
- Geoff Gayer - chitarra (1981-2007)
- Carey Howe - chitarra (1981-2004, 2007-2013)
- Eric Halpern - chitarra (2006-2007)
- Greg Erba - chitarra (2009-2011, 2013-2017)
- Matt Hurich - basso (1981-1986)
- Paul Carman - basso (1987-2005, 2010-2011)
- Pete Perez - basso (2006-2007)

## Discografia

### Album in studio
- 1985 - Leatherwolf (ri-pubblicato come Endangered Species)
- 1987 - Leatherwolf
- 1989 - Street Ready
- 2006 - World Asylum
- 2007 - New World Asylum

### Album dal vivo
- 1999 - Wide Open
- 2013 - Unchained Live

### Demo
- 1983 - Demo '83
- 2002 - Demo '02
- 2003 - Demo '03
- 2004 - Demo '04

### EP
- 1984 - Leatherwolf
- 1989 - Hideaway
- 1998 - Live

### Singoli
- 1987 - Cry Out
- 1987 - The Calling